# 伯恩哈德 (薩克森)

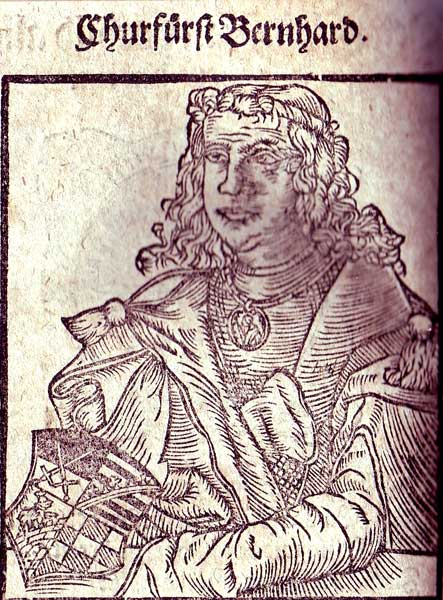
薩克森選侯伯恩哈德的木刻版畫

伯恩哈德（德語：Bernhard, Herzog von Sachsen，約1140年—1212年2月2日），阿斯坎尼王朝安哈爾特伯爵及巴倫斯特伯爵（1170年－1212年在位）及薩克森公爵（1180年—1212年在位）。大熊阿爾布雷希特一世與溫岑堡的索菲七個兒子中的幼子。

## 生平
1157年，伯恩哈德與父兄們出席了邁森藩侯康拉德的葬禮。1159年，伯恩哈德與兄長勃蘭登堡藩侯奧托一世參加了神聖羅馬帝國皇帝腓特烈一世對意大利的戰爭。1170年，父親阿爾布雷希特一世逝世，伯恩哈德繼承安哈爾特及阿舍斯莱本。
1172年，兄長巴倫斯特伯爵阿爾布雷希特死後無嗣，伯恩哈德繼承了巴倫斯特伯國。1173年，他接收了去年戈斯拉爾帝國會議中，神聖羅馬帝國皇帝腓特烈一世授與的普勒茨考。因普勒茨考的接管與薩克森公爵獅子亨利開戰，引致摧毀了阿舍爾斯萊本及格勒寧根，哈尔伯施塔特亦險被摧毀。儘管如此，伯恩哈德仍然能夠確實接管普勒茨考。
1180年，獅子亨利與神聖羅馬帝國皇帝腓特烈一世交惡，獅子亨利被沒收了對大部分薩克森公國的統治權，手中只剩下不倫瑞克—呂訥堡公國。薩克森公國被瓜分，而絕大部分轉歸伯恩哈德。
在伯恩哈德接收被瓜分後薩克森公國後，該地的附庸國很快就背叛了他，而支持亨利獅子。伯恩哈德試圖恢復他在當地的實權，感謝他的兄弟勃蘭登堡藩侯奧托一世和不來梅采邑大主教西格弗里德的支持，伯恩哈德才可恢復他的統治。起初只有附庸國阿特伦堡宣誓效忠伯恩哈德。跟着，拉策堡、丹嫩贝格、盧科和施威林相繼宣誓效忠。然而，最強大的附庸國荷尔斯泰因伯國的阿道夫，不承認伯恩哈德的主權，並成為他的對手。在迪特馬爾申縣附近雙方爆發衝突，但阿道夫並未成功。1182年，伯恩哈德對反對地區強加重稅，從而導致各地對勞恩堡攻擊，勞恩堡在1182年被毀滅，其後才收復此城堡。
1183年，伯恩哈德的另一位兄長韋爾本伯爵迪特里希逝世無嗣，大部份的領地歸於伯恩哈德。
伯恩哈德其後致力恢復在薩克森公國的主權，他於將其住所及朝庭搬至維滕貝格。作為薩克森公爵，被視為神聖羅馬帝國元帥。1190年在新神聖羅馬帝國皇帝亨利六世的加冕禮上伯恩哈德第一次得到這光榮。可惜於1198年伯恩哈德支持霍亨斯陶芬王朝的施瓦本的菲利普成為神聖羅馬帝國皇帝，但是菲利普於1208年被殺，伯恩哈德與霍亨斯陶芬王朝的良好關係於獅子亨利的兒子奧托四世成功當選成為神聖羅馬帝國皇帝後結束。
1212年，伯恩哈德逝世，薩克森公國傳位於他的次子阿爾布雷希特一世。而長子亨利一世繼承了安哈爾特伯國。
| 伯恩哈德 (薩克森) 阿斯坎尼王朝出生于：約1140年逝世於：1212年2月2日 | 伯恩哈德 (薩克森) 阿斯坎尼王朝出生于：約1140年逝世於：1212年2月2日 | 伯恩哈德 (薩克森) 阿斯坎尼王朝出生于：約1140年逝世於：1212年2月2日 |
| 統治者頭銜                                                         | 統治者頭銜                                                         | 統治者頭銜                                                         |
| ------------------------------------------------------------------ | ------------------------------------------------------------------ | ------------------------------------------------------------------ |
| 前任： 亨利三世                                                    | 薩克森公爵 1180年—1212年                                           | 繼任： 阿爾布雷希特一世                                            |
| 前任： 阿爾布雷希特一世                                            | 安哈爾特伯爵 1170年—1212年                                         | 繼任： 亨利一世                                                    |